# Elattoneura acuta
Elattoneura acuta – gatunek ważki z rodziny pióronogowatych (Platycnemididae). Występuje w Afryce Subsaharyjskiej – od południowej Nigerii do Gabonu, Republiki Środkowoafrykańskiej i Demokratycznej Republiki Kongo.